# 1670 az irodalomban
Az 1670. év az irodalomban.

## Új művek
- Blaise Pascal: Pensées (Gondolatok).
- Madame de La Fayette francia író regénye, a Zaïde (első kötet; a második kötet a következő évben jelent meg).

### Drámák
- november 21. – Jean Racine tragédiája: Berenice (Bérénice) (bemutató).
- Molière vígjátéka, Az úrhatnám polgár (Le bourgeois gentilhomme) bemutatója.

## Születések
- január 24.– William Congreve angol költő és drámaíró († 1729)
- november 15. – Bernard Mandeville németalföldi-angol filozófus, orvos és szatíraíró; nevezetes műve A méhek meséje († 1733)
- november 30. – John Toland angol materialista filozófus és író († 1722)

## Halálozások
- november 15. – Comenius (Jan Amos Komenský) cseh pedagógus és író (* 1592)